# Машина за знамения
„Машина за знамения“ (на английски: The Omen Machine) е дванадесетият роман на от епичната фентъзи поредица „Мечът на истината“ на американския писател Тери Гудкайнд и първият от новата поредица за Ричард и Калан. Събитията в книгата се развиват непосредствено след края на романа „Изповедник“.

## Издания
Романът е издаден през 2011 г. от американското издателство Tor Books. През същата година е издаден от българското издателство „Прозорец“ в превод на Невена Кръстева.

## Сюжет
Внимание:  Текстът по-долу разкрива сюжета на произведението (или части от него)!
Ричард и Калан се наслаждават доволно на брака на Кара, когато момче на име Хенрик ги предупреждава за мрачни неща, които предстоят, преди да ги одраска и двамата и да избяга. Скоро след това Кара предупреждава Ричард, че нещо или някой я наблюдава в стаята ѝ. В началото, без да вярват, Ричард и Калан забелязват същото зловещо присъствие и у себе си. Малко след тези събития пророчества са дадени от най-неочаквани места и хора, но се появяват и в книга, озаглавена „Крайни бележки“ . След като не успяват да вразумеят делегатите, разтревожени от тези пророчества, Калан и Ники ги карат да замълчат с предсказание, измислено от самите тях. Междувременно Ричард намира странна машина под земята, носеща емблема точно както в речник за превод на езика на сътворението, само че обърната. По-късно се разкрива, че тази машина е източникът на всички нови и странни предсказания и може би е изкуствен интелект. Сред делегатите е абат Драйер, представител на епископ Ханис Арк от Сааведра, който се превръща в антагонист в тази книга и в нейните продължения.
Драскотината по ръката на Калан се влошава и Зед не успява да я излекува. Когато Калан трескаво се събужда от почивка, тя открива, че глутница кучета я обграждат. След това се заражда бой и преследване, докато Калан не бяга с карета. Когато Ричард разбира, че Калан я няма, той проследява стъпките ѝ и изпраща войници да я намерят. В крайна сметка тя е заловена от чудовищна „Живопреработваща дева“ –  зловеща магьосница, свързана с некромантия. Ричард се опитва да спаси Калан, но самият той е заловен. Той си спомня последното предупреждение на машината, защитава своите и тези на Калан уши и отрязва кожените ленти на устата на Живопреработващата дева, след което тя издава ужасен писък и умира. Ричард и Калан са открити от Ничи и Зед, които ги отвеждат в Градината на живота, за да ги излекуват.